# Sudalarang
Sudalarang is een bestuurslaag in het regentschap Garut van de provincie West-Java, Indonesië. Sudalarang telt 3353 inwoners (volkstelling 2010).